# Lực lượng Vũ trang Philippines
Lực lượng Vũ trang Philippines (tiếng Filipino: Sandatahang Lakas ng Pilipinas, tiếng Anh: Armed Forces of the Philippines - AFP) hay Quân đội Philippines là lực lượng vũ trang quốc gia của Nhà nước Cộng hòa Philippines, được cấu thành từ ba nhánh, quân chủng: Lục quân, Hải quân và Không quân. Đây là quân đội nhập ngũ theo chế độ tự nguyện. Năm 2012, theo báo cáo, Lực lượng vũ trang Philippines gồm 125.000 người; trong đó, 85.000 phục vụ trong Lục quân.

## Tổ chức
Theo Hiến pháp Philippines 1987, quân đội được đặt dưới quyền kiểm soát dân sự bởi Tổng thống Philippines, người phục vụ như là Tổng tư lệnh Quân đội. Theo đó, tất cả các nhánh của Quân đội đều là bộ phận của Bộ Quốc phòng  được lãnh đạo bởi Bộ trưởng Quốc phòng. Quân đội Philippines gồm ba nhánh:
- Lục quân Philippines
- Hải quân Philippines
- Không quân Philippines

Ba nhánh của Quân đội Philippines thống nhất dưới Tổng tham mưu trưởng, thường mang hàm Đại tướng/Đô đốc.Tổng tham mưu trưởng được trợ giúp bởi một Phó tham mưu trưởng, thường mang hàm Trung tướng/Phó Đô đốc. Mỗi nhánh Quân đội Philippines được chỉ huy bởi một Tư lệnh mang hàm Trung tướng/Đô đốc. Dưới mỗi nhánh là các sư đoàn, lữ đoàn, vùng hải quân... được chỉ huy bởi các thiếu tướng, chuẩn tướng.
Các bộ tư lệnh thống nhất phụ trách bảo vệ một phần lãnh thổ Philippines. Trong đó, mỗi Bộ tư lệnh chỉ huy vài sư đoàn, lữ đoàn thuộc ba quân chủng đóng trong khu vực. Đứng đầu một Bộ tư lệnh thống nhất là Tư lệnh mang hàm Trung tướng/Đô đốc. Hiện tại, Quân đội Philippines có 6 bộ tư lệnh thống nhất gồm:
- Bộ tư lệnh Bắc Luzon
- Bộ tư lệnh Nam Luzon
- Bộ tư lệnh Trung tâm
- Bộ tư lệnh Miền Tây
- Bộ tư lệnh Đông Mindanao
- Bộ tư lệnh Tây Mindanao